# Trupanea basiflava
Trupanea basiflava är en tvåvingeart som först beskrevs av Erich Martin Hering 1942.  Trupanea basiflava ingår i släktet Trupanea och familjen borrflugor. Inga underarter finns listade i Catalogue of Life.